# Antonio Arnedo Monguilán
Antonio Arnedo Monguilán, nacido y vecino de Aldeanueva de Ebro, fallecido en Madrid en 1994, y de profesión abogado, agricultor y político español de filiación derechista, diputado durante la Segunda República Española por la provincia de Logroño, miembro de Acción Agraria Riojana.

## Biografía
Agricultor y abogado, latifundista e hijo de uno de los más destacados propietarios de La Rioja Baja que había actuado activamente en la política liberal.

## Diputado
En las elecciones de 1936 fue elegido por la circunscripción de Logroño con 45 761 votos de un total de 85 422 votantes, de 141 218 electores